# Tumwaterské vodopády
Tumwaterské vodopády jsou sérií kaskádových vodopádů na řece Deschutes nedaleko jejího ústí do Buddovy zátoky, jedné z nejjižnějších částí Pugetova zálivu, v americkém státě Washington.
Na břehu řeky v místě, kde se vodopády nachází, se nacházela vůbec první evropská osada na dnešním území západního Washingtonu. O pár desítek let později byl zde postaven pivovar Olympia Brewing Company fungující až do roku 2003.
Až do roku 1952 byly vodopády nezdolatelnou překážkou pro místní populaci lososa. Pak byl ale postaven rybí přechod, o což se postaralo státní ministerstvo rybolovu, aby se lososi dostali k nově postavené sádce, která se nachází jen kousek proti proudu od vodopádů. Před konstrukcí přechodu byl ekosystém řeky Deschutes ve svém regionu ojedinělý, právě protože jej vůbec neovlivňovali lososi, pro severozápad Spojených států velice typičtí.